# 绍尔·格基耶夫
绍尔·达尔哈托维奇·格基耶夫（羅馬化：Zaur Dalkhatovich Gekkiyev；1961年2月12日—）是俄罗斯政治人物，第六届、第七届、第八届国家杜马代表。
2002年，格基耶夫获得经济学副博士学位。2000年，他被任命为纳利奇克行政副主任。2002年至2003年，他担任卡巴尔达-巴尔卡尔共和国度假村和旅游部部长。他是卡巴尔达-巴尔卡尔共和国议会第三届和第四届代表。2011年，格基耶夫代表统一俄罗斯党竞选并成为卡巴尔达-巴尔卡尔选区第六届国家杜马代表。2016年和2021年分别连任第七届和第八届国家杜马议员。

## 制裁
格基耶夫于2022年因俄乌战争而受到英国政府和美国财政部制裁。